# اولین لوپس
اولین لوپس (اسپانیایی: Evelyn López‎؛ زادهٔ ۲۵ دسامبر ۱۹۷۸) بازیکن فوتبال زن اهل مکزیک بود.
از باشگاه‌هایی که در آن بازی کرده‌است می‌توان به باشگاه فوتبال نیکاکسا اشاره کرد.
وی همچنین در تیم ملی فوتبال زنان مکزیک بازی کرده‌است.